# 公安现役部队
公安现役部队是曾编入中国人民武装警察部队序列，但由公安机关领导或业务指导的中华人民共和国武装力量组成部分，包括边防部队（含原边防海警部队）、消防部队、警卫部队三大警种部队（因此合称为边消警）及其他计划单列单位，属于现役的人民警察，穿着武警制服。公安现役部队由国家兵役制度保证兵源，而不像人民警察一样是国家公务员。公安现役部队虽列入武警序列、接受武警总部的军事训练和政治指导、遵守中国人民解放军的三大条令和各项纪律，但指挥权、人事任命权和财权属于对应的公安机关。公安现役部队对平民有执法权和侦查权，与警察无异。
2013年，中国海警力量脱离公安边防部队，划归国家海洋局（中国海警局）管理。2018年3月21日中共中央印发的《深化党和国家机构改革方案》提出，公安边防部队、公安消防部队、公安警卫部队不再列武警部队序列，全部退出现役。2019年1月初，全国各地的公安现役部队陆续举办集体换装和入警宣誓仪式，正式脱下武警警服，换上民警警服。

## 警种

### 公安消防部队
公安消防部队主要担负防火灭火任务、在非暴力意外事件中救援平民。消防部队曾经由公安部消防局管理，各省、自治区和直辖市设有公安消防总队（消防局），地级市公安机关设支队，县级公安机关设大队。深圳市公安局消防局是唯一的职业制警察编制的消防机构。

### 公安警卫部队
公安警卫部队主要担负党和国家领导人、省级主要领导人及重要来访外宾警卫任务。警卫部队由公安部警卫局管理，各省、自治区和直辖市公安厅（局）设有警卫局，省辖市公安局设警卫处（部分为职业制警察）。

## 计划单列单位
- 河北省公安厅下属：河北官厅公安局（中国人民武装警察部队河北省总队第七支队，正团级，系北京水源地官厅水库公安机关）（2019年退出现役，现已转改为张家口市公安局官厅分局，由河北省公安厅直属）
- 湖北省公安厅下属：武警湖北回龙支队（中国人民武装警察部队湖北省总队某支队，正团级，驻湖北省房县回龙乡）（2019年退出现役，现已转改为十堰市公安局回龙分局）

### 反恐怖特别侦察队
- 新疆维吾尔自治区公安厅下属：新疆维吾尔自治区公安厅反恐怖特别侦察队（副师级）（2019年1月1日退出现役，转改为人民警察）
- 西藏自治区公安厅下属：西藏自治区公安厅反恐怖特别侦察队（副师级）（2019年1月1日退出现役，转改为人民警察）

## 公安现役部队院校
公安现役部队院校，是隶属公安现役部队的高等院校，列入武警部队战斗序列。
2018年3月21日，中共中央印发《深化党和国家机构改革方案》。方案规定：公安边防部队、公安消防部队、公安警卫部队不再列武警部队序列，全部退出现役。改革后，不再保留公安现役部队院校序列。中国人民武装警察部队学院更名为中国人民警察大学，转入公安警察院校序列。公安边防部队士官学校划归国家移民管理局，转入成人高校序列。公安消防部队高等专科学校、公安消防部队士官学校划归中华人民共和国应急管理部。公安海警学院更名为武警海警学院，列入武警军事院校序列。
- 公安部直属：
  - 中国人民武装警察部队学院（2018年退出现役，改为中国人民警察大学）
  - 公安海警学院（公安部边防管理局管理；2018年转隶武警总部）

- 公安部边防管理局直属：
  - 公安边防部队高等专科学校（2018年退出现役，改为中国人民警察大学广州校区）
  - 公安边防部队士官学校（2018年退出现役，改为国家移民管理局常备力量第二总队）

- 公安部消防局直属：
  - 公安消防部队高等专科学校（2018年退出现役，改为消防高等专科学校）
  - 公安消防部队士官学校（2018年退出现役，改为消防员学校）

- 省级公安边防总队下属：
  - 公安边防部队广州指挥学校（2015年10月17日撤编）
  - 公安边防部队乌鲁木齐指挥学校（2015年10月17日撤编）
  - 公安边防部队呼和浩特指挥学校（2015年10月17日撤编）

- 省级公安消防总队下属：
  - 公安消防部队昆明指挥学校（？年划归消防局直属）
  - 公安消防部队西安指挥学校（？年撤编）
  - 公安消防部队乌鲁木齐指挥学校（？年撤编）
  - 公安消防部队南京士官学校（2015年10月升格，划归消防局直属）